# 組別 (體育)
在體育中，組別（division）是由一群球隊互相競逐一項賽事錦標。

## 聯賽系統
體育中使用聯賽系統（金字塔結構）是將球隊分為水平相若的不同組別。球隊可以爭取升班，但同時亦有可能降班，以他們在球季的成績而定。在這樣的制度下可令賽事的水平更接近，增加競爭性及可觀性。

## 加盟系統
在北美，體育通常以加盟制度來運行，球隊以他們的地理位置而非水平或表現來分組。球隊在接近的城市會獲分為一組。以NBA為例，30支球隊各一半分為東、西岸，而每個岸各有3組，每組5隊，例如西岸分為東南組、西北組及太平洋組。在這種制度下，球隊不會升班或降班，球隊的實力被視為相若。他們的實力差距可以透過NBA選秀來收窄。

## 外部連結
- NBA官網 介紹各球隊如何在地理位置下分組 （页面存档备份，存于）